# بيتر لويس (كاتب أغاني)
بيتر لويس (بالإنجليزية: Peter Lewis)‏ هو كاتب أغاني أمريكي، ولد في 15 يوليو 1945.

## وصلات خارجية
- بيتر لويس على موقع ديسكوغز (الإنجليزية)